# Notolepeum ceterach
Notolepeum ceterach là một loài dương xỉ trong họ Aspleniaceae. Loài này được Newman mô tả khoa học đầu tiên năm 1844.
Danh pháp khoa học của loài này chưa được làm sáng tỏ. 